# Cuốc ngực trắng
Cuốc ngực trắng (danh pháp hai phần: Amaurornis phoenicurus) là một loài chim nước trong họ Gà nước (Rallidae).
Môi trường sinh sống của chúng là các đầm lầy trong khu vực miền nam châu Á, từ Ấn Độ và Sri Lanka tới miền nam Trung Quốc, qua Đông Dương tới Indonesia. Chúng làm tổ trong các chỗ khô trên mặt thảm thực vật đầm lầy, đẻ 6-7 trứng. Loài chim nước lớn, dài tới 32 cm này là những cư dân sống cố định trong khu vực phân bố của chúng.
Cuốc ngực trắng trưởng thành có bộ lông phía trên và hai hông chủ yếu màu xám sẫm cùng lông trên mặt, cổ và ngực màu trắng. Lông bụng và mặt dưới của đuôi màu nâu vàng. Thân bẹt hai bên để cho phép dễ dàng vượt qua các bụi lau sậy hay các bụi cây thấp. Chúng có các ngón chân dài, đuôi ngắn, mỏ và chân màu vàng.
Cả hai giới đều tương tự, nhưng các con chưa trưởng thành có bộ lông xỉn màu hơn so với chim trưởng thành. Chim non có lông màu đen, giống như tất cả các loài khác trong họ Rallidae.
Loài chim này thăm dò tìm mồi bằng cách nhúng mỏ vào trong các vũng bùn hay vùng nước nông, và mổ thức ăn nhờ thị giác tốt. Chúng chủ yếu ăn sâu bọ, cá nhỏ và hạt. Chúng lục lọi tìm kiếm trên mặt đất hay trong các bụi cây thấp và các cây gỗ nhỏ.
Nhiều loài gà nước là chim rất rụt rè, nhưng cuốc ngực trắng lại thường hay được nhìn thấy bên ngoài các khoảng không gian thưa thớt cây cối. Chúng là loài chim khá ồn ào, đặc biệt là lúc bình minh và chạng vạng tối, với tiếng kêu khá to cuốc cuốc.Tiếng kêuⓘ

## Thư viện

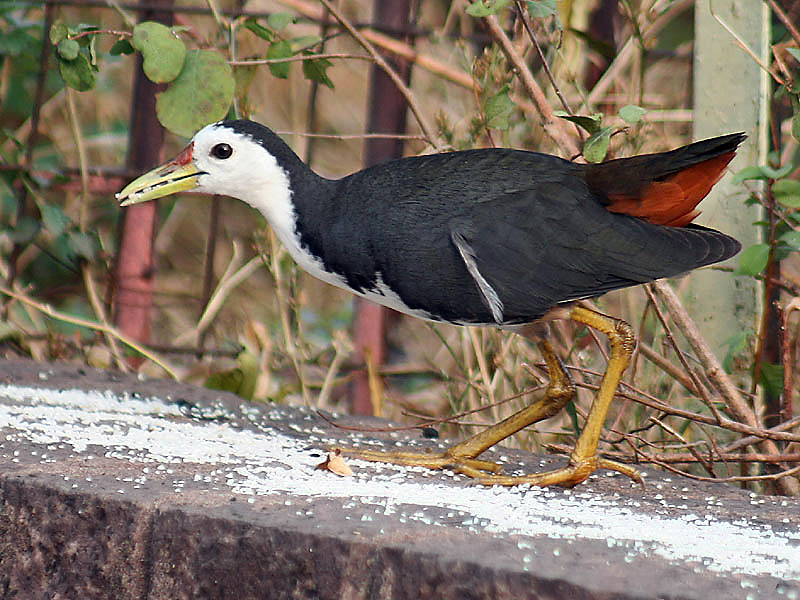
Cuốc ngực trắng tại Bhopal, Madhya Pradesh, Ấn Độ.
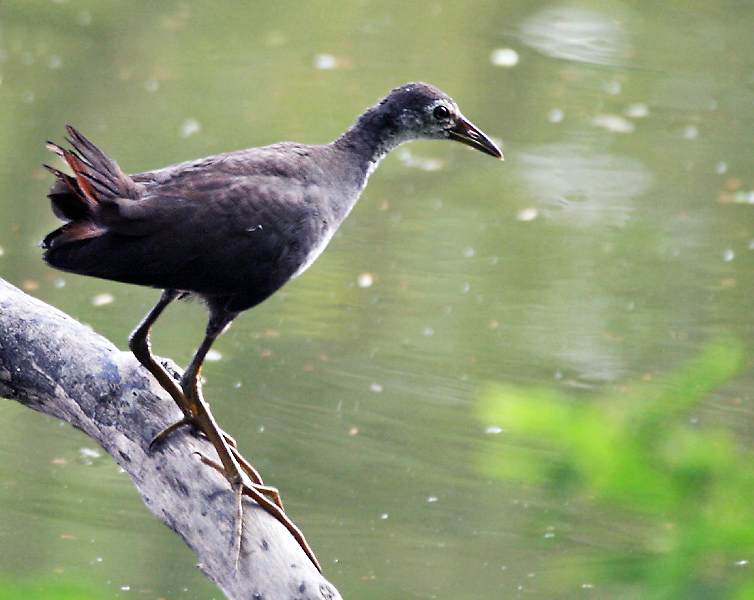
Cuốc ngực trắng non tại Kolkata, Tây Bengal, Ấn Độ.
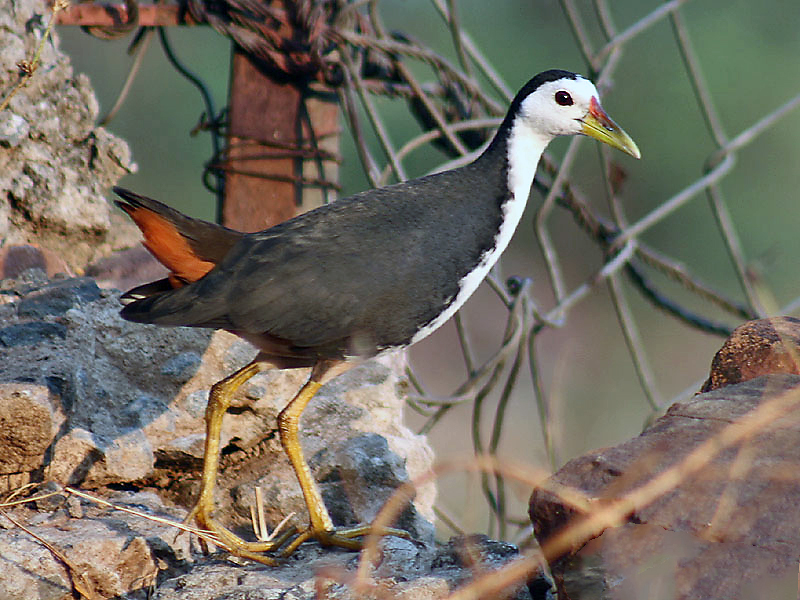
Chụp tại Bhopal, Madhya Pradesh, Ấn Độ.
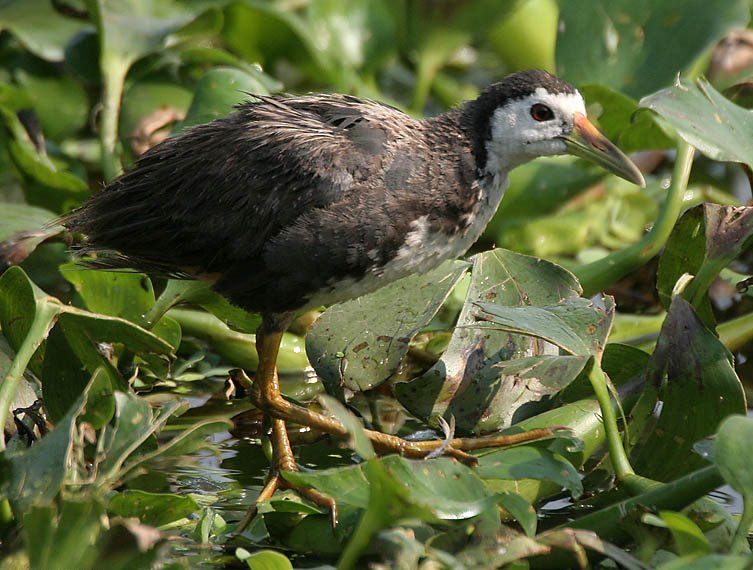
Chụp tại Kolkata, Tây Bengal, Ấn Độ.
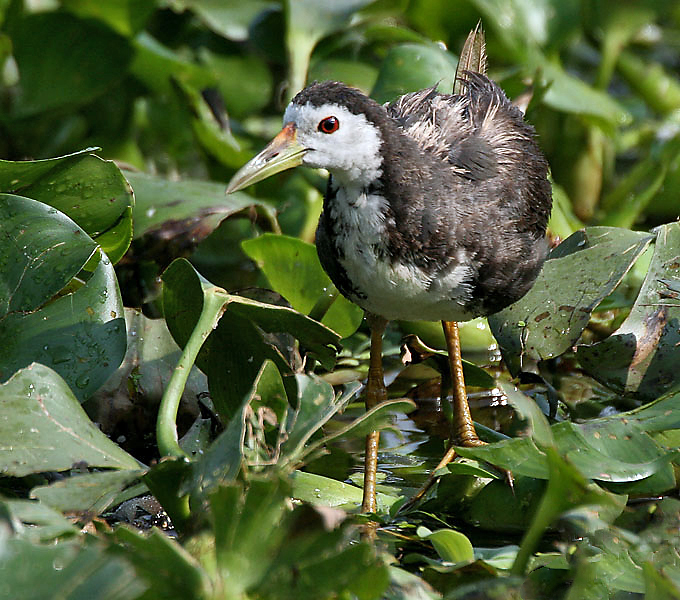
Chụp tại Kolkata, Tây Bengal, Ấn Độ.
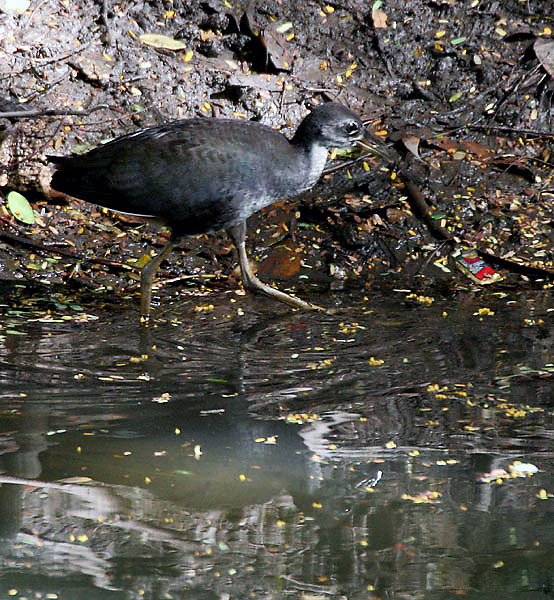
Chim chưa trưởng thành tại Kolkata, Tây Bengal, Ấn Độ.
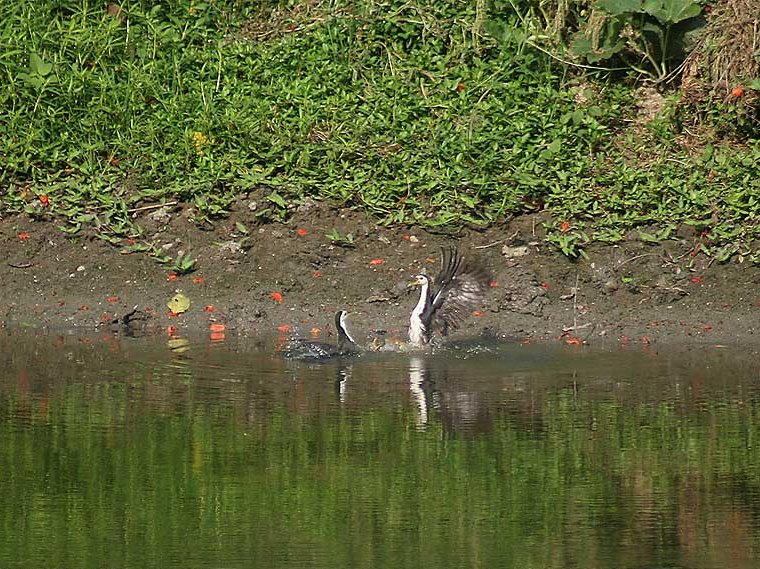
Hai con cuốc ngực trắng đang đánh nhau tại Kolkata, Tây Bengal, Ấn Độ.
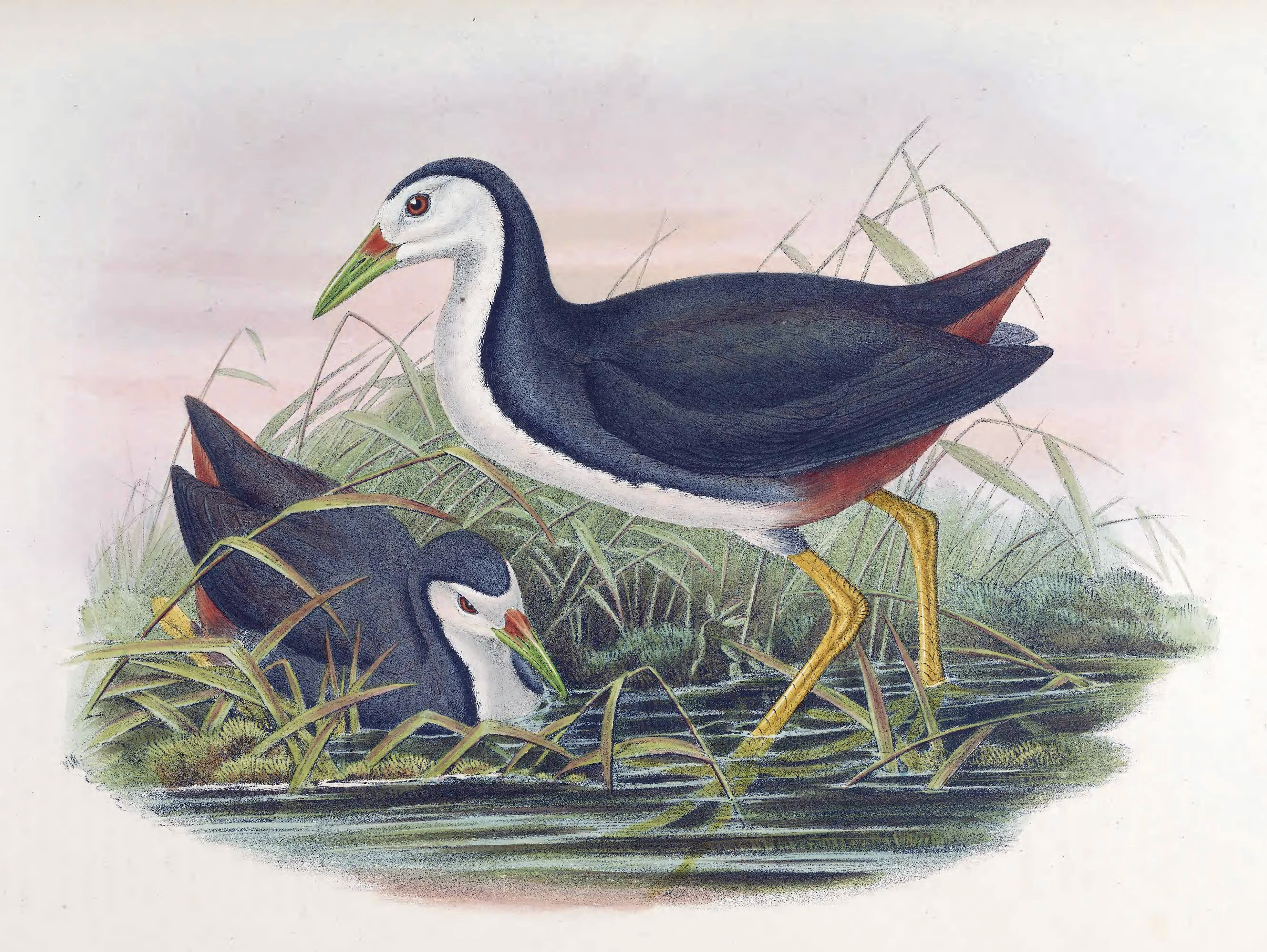
Một đôi cuốc ngực trắng.

## Tham khảo

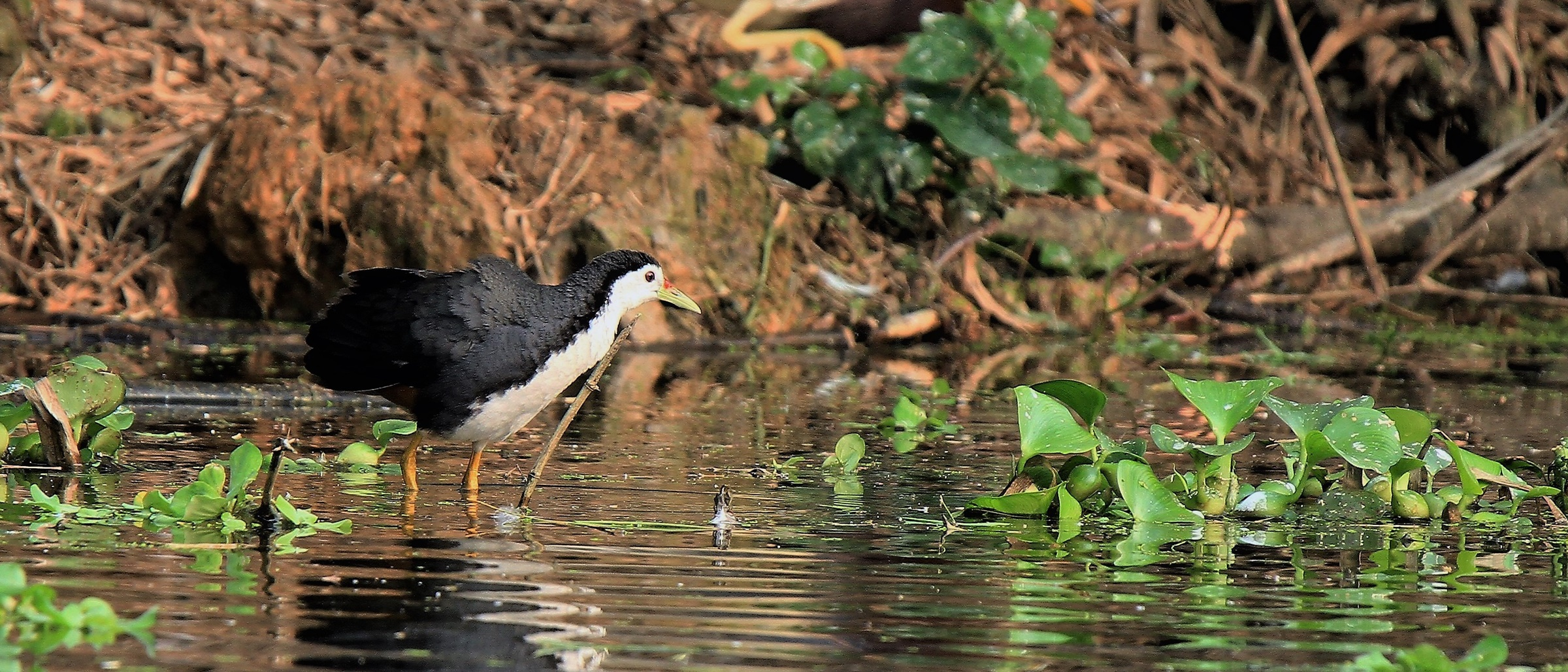